# Erik-Gunnar Rehnmark
Erik-Gunnar Rehnmark, född 6 juni 1916 i Hörnefors församling, Västerbottens län, död 5 april 1994 i Sollefteå, var en svensk arkitekt. Erika Volpe, hans kusin Ingrid Rehnmark de Volpes dotter, utbildade sig till arkitekt vid KTH och tog examen 2000.
Erik-Gunnar Rehnmark, som var son till kamrer Hugo Rehnmark och Ragnhild Ahlberg, avlade studentexamen i Umeå 1935 och utexaminerades från Chalmers tekniska högskola i Göteborg 1942. Han var därefter anställd vid olika konsulterande arkitekt- och ingenjörsfirmor i Stockholm 1942–1943, vid Försvarets fabriksstyrelse 1944–1945, blev t.f. stadsarkitekt i Skellefteå 1945, distriktsarkitekt i Övre Ådalarnas kommunalförbund i Sollefteå samma år samt var stadsarkitekt i Sollefteå och distriktsarkitekt för kommunerna i Ångermanlands mellersta och västra domsagor 1947–1981. I Sollefteå drev han även egen arkitektverksamhet.
Rehnmark var styrelseledamot i Svenska Arkitekters Riksförbund (SAR) 1951–1952 och 1957–1958, ledamot av SAR:s förtroendenämnd, informationsnämnd och tävlingsnämnd 1951–1952, yngre arkitekters nämnd 1952 och styrelseledamot i Mellersta Norrlands arkitektförening 1950–1958 (ordförande 1956–1957, vice ordförande 1953–1955 och 1958). Han var sekreterare i byggnadsnämnden från 1945, i generalplanenämnden från 1947, sekreterare och sakkunnig i Sollefteå högre allmänna läroverks byggnadskommitté 1948–1960 och i centrala byggnadskommittén 1960–1965. Han var biträde i Ådalsutredningen Y 70 1960–1962, ledamot av gatunamnskommittén från 1954 och av trafiksäkerhetskommittén från 1964. I början av 1940-talet var han verksam som lärare i byggnadsritning vid NKI-skolan i Stockholm.

## Verk i urval
- Tvättanläggning i Långsele för Försvarets fabriksstyrelse.
- Sollefteå bryggeri.
- Skolor i Långsele, Billsta och på Remsle.
- Tempohuset i Sollefteå, sedermera Hemköp.
- Bostadshus i kvarteret Aspen och Lönnen, Storgatan 106–112, Hågesta, Sollefteå, 1958–1960.
- Församlingsgården, Kyrkvägen 7, Sollefteå, 1962–1964.
- Församlingsbyggnader i Långsele, Ed och Ådals-Lidens församling.